# Il était une fois dans l'Est (film, 1974)
Pour les articles homonymes, voir Il était une fois et Il était une fois dans l'Est.
Pour plus de détails, voir Fiche technique et Distribution.
Il était une fois dans l'Est est un film québécois réalisé par André Brassard, sorti en 1974. 
À l'occasion de ce film, la fructueuse collaboration de Michel Tremblay et André Brassard au théâtre s’est transposée dans l'univers cinématographique québécois.

## Synopsis
L'action se déroule dans le milieu des travestis de la « Main » à Montréal. Reprenant certains personnages et les thèmes du théâtre de Tremblay, tels qu'ils étaient développés à l’époque, l’intrigue suit deux parcours parallèles. Germaine Lauzon est l'heureuse gagnante de boîtes de timbres à coller. Elle regroupe chez elle des belle-sœurs, voisines et amies pour l’aider à coller ses timbres dans les livrets. Pendant ce temps, Hosanna réalise son désir fabuleux de se transformer en Cléopâtre pour un concours au cabaret de travestis qu’elle fréquente. Elle ignore cependant qu'on lui a tendu un piège, avec la complicité de Cuirette, pour se venger d’elle et la ridiculiser. Pendant que Hosanna se fait humilier, Germaine Lauzon se fait voler ses timbres, toutes deux trahies par leurs supposées amies. Le récit concert à deux voies se présente comme une évocation noire et forte de l’impasse humaine.

## Fiche technique
Sources : IMDb et Films du Québec
- Titre original : Il était une fois dans l'Est
- Réalisation : André Brassard
- Scénario : Michel Tremblay et André Brassard, d'après les pièces de Michel Tremblay
- Musique : Jacques Perron
- Direction artistique : François Laplante
- Décors : Michel Proulx
- Costumes : Louise Jobin, François Laplante, Luc Le Flaguais, Jacqueline Rousseau et Denis Sperdouklis
- Maquillage : Julia, Diane Gravel
- Coiffure : Pierre David
- Photographie : Paul Van der Linden
- Son : Jacques Blain, Guy Rophé
- Montage : André Corriveau
- Production : Pierre Lamy
- Sociétés de production : Les Productions Carle-Lamy, Société nouvelle de cinématographie
- Société de distribution : Ciné-Art
- Budget : 300 000 $ CA
- Pays de production :  Canada
- Tournage : à Montréal du 25 juillet au 28 août 1973[2]
- Langue originale : français
- Format : couleur
- Genre : drame
- Durée : 101 minutes
- Dates de sortie :
  - Canada : 
    - 27 février 1974 (première à Québec)
    - 1er mars 1974 (sortie en salle au Québec)
    - novembre 2009 (DVD)

  - France : mai 1974 (Festival de Cannes 1974)
- Classification :
  - Québec : Visa général (Déconseillé aux jeunes enfants)[3]

## Distribution
- Manda Parent : Germaine Lauzon
- Denise Filiatrault : Hélène
- Michelle Rossignol : Pierrette Guérin
- Frédérique Collin : Lise Paquette
- Sophie Clément : Carmen, sœur de Manon
- André Montmorency : Sandra
- Amulette Garneau : Simone Côté, alias Bec-de-Lièvre, sœur de Maurice
- Denis Drouin : Maurice Côté, frère de Bec-de-Lièvre
- Jean Archambault : Claude, alias Hosanna
- Gilles Renaud : Raymond, alias Cuirette
- Claude Gai : Édouard Tremblay, alias Antoinette de Langeais, duchesse
- Béatrice Picard : Robertine, mère d'Hélène
- Rita Lafontaine : Manon, sœur de Carmen
- Mireille Rochon : Linda Lauzon, fille de Germaine Lauzon
- Johnny Pothitos : Le P’tit
- Mario Angers : Belinda Lee
- Patrick Peuvion : Henri, l'ex-mari d'Hélène
- Sophie Lorain : Francine
- Denis Lepage : Ti-cul, musicien
- Gerry Bianchi : Ti-Guy, musicien
- Richard Patry : Gaston, musicien
- Serge L'Italien : jeune marié dans l'avion
- Yolande Michot : jeune mariée dans l'avion
- Monique Mercure : Rose Ouimet, sœur de Germaine Lauzon
- Sylvie Heppel : Thérèse Dubuc, une belle-sœur
- Pauline Lussier : Olivine Dubuc, une belle-sœur
- Mirielle Lachance : une belle-sœur
- Denise Morelle : une belle-sœur
- Ève Gagnier : une belle-sœur
- Anne-Marie Ducharme : une belle-sœur
- Thérèse Morange : une belle-sœur
- Jean-Pierre Bergeron : Réginald, l'homme de ménage du cabaret "Chez Sandra"
- Mimi de Paris : barmaid
- Jacques Frigon : Manon, la danseuse
- Suzanne Versailles : une cliente du cabaret "Chez Sandra"
- Marcelle Pallascio : une cliente du cabaret "Chez Sandra"
- Normand Morin : un client du cabaret "Chez Sandra"
- Val de Val : un client du cabaret "Chez Sandra"
- Armand Laroche : un client du cabaret "Chez Sandra"
- Ross Michelle : une Cléopâtre
- Jean Lapointe : une Cléopâtre
- Stephen Searle : une Cléopâtre
- Robert Lavoie : une Cléopâtre
- Denis Nuckle : une Cléopâtre
- Daniel Laforge : une Cléopâtre
- Danny Solari : une Cléopâtre
- Don Arrès : le cuisinier du restaurant
- Paul Moreau : le gérant de finance

## Autour du film
Il était une fois dans l'est est le premier long-métrage réalisé par l'homme de théâtre André Brassard, qui est surtout connu pour avoir dirigé la création sur scène de plusieurs pièces de Michel Tremblay.  En 1972, Brassard avait aussi réalisé un court-métrage d'une vingtaine de minutes, Françoise Durocher, waitress, scénarisé par Tremblay.
Il était une fois dans l'est est un film choral dans lequel on retrouve des personnages et des situations issues de plusieurs œuvres de Tremblay, dont Les Belles-sœurs, Hosanna, et, dans une moindre mesure, La Duchesse de Langeais et À toi, pour toujours, ta Marie-Lou.
Au Québec, le film est lancé en mars 1974.  La critique est plus ou moins enthousiaste, mais le film connait un succès certain.  Il est également présenté en compétition au Festival de Cannes la même année, mais n'apparait pas au palmarès.  Il est aussi présenté au Festival de Chicago.
Cinquante ans après Il était une fois dans l'est, la pièce Les Belles-sœurs sera reportée à l'écran sous forme de comédie musicale par René Richard Cyr sous le titre Nos belles-sœurs.

## Accueil critique
Dans son ensemble, la critique de l'époque est plutôt moyenne.  Manon Péclet, du Dimanche-Matin, fait exception en émettant un avis très favorable.  Elle mentionne que la première partie souffre d'une mise-en-scène « un peu trop théâtrale », mais que « l'interprétation est remarquable d’un bout à l'autre ».  Elle conclut en disant que le film est « à voir obligatoirement ».
Dans Le Devoir, André Leroux, de son côté, est nettement moins enthousiaste.  Selon lui, « au théâtre, le monde de Tremblay avait un pouvoir de suggestion, un élan évocateur qu’il a nettement perdus à l'écran ».
Pour Léo Bonneville, de la revue Séquences, « les auteurs voulaient trop dire ou trop embrasser. Ils ont sacrifié ce qui donnait réalité aux personnages et à leurs agissements ».  Enfin, dans La Presse, Luc Perreault déclare « alors que Tremblay et Brassard auraient dû pousser plus loin l’inventaire d’un monde dramatique déjà exploré, ils se contentent de nous servir du réchauffé ».